# ۲۴ تیر
۲۴ تیر صد و هفدهمین روز سال در گاه‌شماری خورشیدی است. به پایان سال ۲۴۸ روز (۲۴۹ روز در سال کبیسه) باقی‌است.

## رویدادها
- ۱۲۸۵ - مهاجرت علما و مردم تهران به قم و آغاز هجرت کبری در جریان نهضت مشروطه
- ۱۲۸۹ - چهار نفر از مجاهدین وارد خانه سید عبدالله بهبهانی شدند و او را به ضرب چند گلوله کشتند.
- ۱۲۹۸ - وثوق الدوله اعلامیه‌ای انتشار داد.
- ۱۳۲۶ - احمد قوام، محمود جم نخست وزیر سابق ایران را به وزارت جنگ معرفی کرد.
- ۱۳۵۰ - هوشنگ نهاوندی به جای علینقی عالیخانی به ریاست دانشگاه تهران برگزیده شد.
- ۱۳۵۴ - آغاز پروژه آزمایشی آپولو-سایوز
- ۱۳۸۸ - حادثه پرواز شماره ۷۹۰۸ هواپیمایی کاسپین
- ۱۳۸۹ - بمب‌گذاری ۱۳۸۹ در زاهدان
- ۱۳۹۳ - حادثه ۲۴ تیر ۱۳۹۳ فروند هواپیمای مک‌دانل داگلاس اف-۴ فانتوم ۲ نهاجا
- ۱۳۹۷ - قهرمانی فرانسه در جام جهانی ۲۰۱۸
- ۱۴۰۰ - آغاز اعتراضات تابستان ۱۴۰۰ ایران

## زادروزها
- ۱۳۱۸ - سید علی خامنه‌ای، رهبر جمهوری اسلامی ایران (شناسنامه‌ای)
- ۱۳۲۴ - عطا صفرپور، بازیگر، نویسنده و کارگردان تئاتر
- ۱۳۲۹ - اردلان سرفراز، شاعر و ترانه‌سرا
- ۱۳۶۴ - محسن ایران‌نژاد، بازیکن فوتبال

## درگذشت‌ها
- ۱۳۷۲ - ملک‌جان نعمتی، شاعر
- ۱۳۷۹ - سعید رابعی، گوینده رادیو
- ۱۳۷۹ - یحیی مهدوی، استاد فلسفه دانشگاه تهران
- ۱۳۸۸ - لِوُن داویدیان، از سیاستمداران ارمنی-ایرانی و نماینده اقلیت‌های دینی مجلس شورای اسلامی در پی سقوط هواپیمای مسافربری مسیر تهران-ایروان
- ۱۳۸۸ - عبدی یمینی، آهنگساز، تنظیم‌کننده و نوازنده نامدار و برجسته در پی سانحه سقوط هواپیمای مسافربری مسیر تهران-ایروان
- ۱۳۸۸ - مارتیک درآوانسیان، پدر ارتوپدی فنی ایران
- ۱۳۸۸ - محسن روح‌الامینی، یکی از کشته شدگان پیامدهای انتخابات ریاست جمهوری دهم ایران
- ۱۳۹۱ - مهتاب نوروزی، سوزن‌دوز اهل بلوچستان ایران
- ۱۳۹۹ - فاطمه عربشاهی، شاعر
- ۱۴۰۱ - روح‌الله مفیدی،  بازیگر، چهره پرداز و نقاش[۱][۲]
- ۱۴۰۲ - خسرو امیرصادقی، بازیگر و تهیه‌کننده